# أدولف، لورد رافنشتاين
أدولف فون كليفه لورد رافنشتاين (1492-1425)؛ هو الابن الأصغر لـ أدولف الأول، دوق كليفه وماري البرغونية شقيقة فيليب الطيب.
فيليب الطيب وزوجته الثالثة إيزابيلا البرتغالية قرروا له أن يتزويج ابنة شقيقها انفانتا بياتريس، عند لجأت بياتريس مع أشقائها إلى برغونية بعد مقتل والدهم المتمرد انفانتي بيدرو البرتغالي دوق قلمرية بمعركة ألفاروبيرا في البرتغال عام 1449.
وبذلك تزوجوا في 13 مايو 1453؛ وأنجبت له ابن وابنة:-
- فيليب، لورد رافنشتاين.
- لويز (توفيت وهي صغيرة).

بعد وفاة بياتريس تزوج من ابنة فيليب الطيب الغير الشرعية آن بحيث كانت مربية ماري الثرية.
في 1475 أصبح أدولف أمين المدينة لـ البلدان المنخفضة أثناء غياب شارل الجريء عندما كان يقاتل خلال حروب البورغندية، وأيضا أكدت عليه خلفته ماري الثرية بعد وفاة شارل في معركة نانسي في 1477.